# For Your Babies
For Your Babies è un singolo del gruppo musicale britannico Simply Red, pubblicato il 27 gennaio 1992 come terzo estratto dal quarto album in studio Stars.

## Tracce
7" Single
1. For Your Babies – 4:16
2. For Your Babies (Edition français) – 4:06

CD-Maxi
1. For Your Babies – 4:15
2. For Your Babies (Edition français) – 4:06
3. Me and the Devil Blues – 1:59
4. Freedom (How Long? Mix) – 4:09

## Classifiche
| Classifica (1992)                | Posizione massima |
| -------------------------------- | ----------------- |
| Australia                        | 55                |
| Austria                          | 23                |
| Belgio (Fiandre)                 | 30                |
| Canada                           | 39                |
| Francia                          | 46                |
| Germania                         | 43                |
| Irlanda                          | 11                |
| Nuova Zelanda                    | 47                |
| Paesi Bassi                      | 40                |
| Regno Unito                      | 9                 |
| Stati Uniti (adult contemporary) | 24                |